# Diosaccus ruber
Diosaccus ruber is een eenoogkreeftjessoort uit de familie van de Miraciidae. De wetenschappelijke naam van de soort is voor het eerst geldig gepubliceerd in 1923 door Brian.